# Silvia Navarro (actriz)
Silvia Navarro  (Irapuato, Guanajuato, 14 de septiembre de 1978) es una actriz mexicana. Conocida por interpretar a personajes referentes de la televisión mexicana, incluyendo a Paloma en Cuando seas mía, Ana Leal en Mi corazón es tuyo, Renata Monterrubio en Cuando me enamoro, Camila Monterde en Amor bravío y como Fernanda en Mañana es para siempre.

## Carrera
Incursiona en el medio artístico siendo pequeña, participando en algunos anuncios de pañales y con una pequeña colaboración en la novela Una mujer marcada, al lado de Sasha Montenegro y Jorge Vargas. Después realizó un casting para la telenovela infantil Carrusel, producida por la empresa Televisa, obteniendo un papel dentro de esta misma, sin embargo rechazó la oportunidad por situaciones familiares.[cita requerida] Después ingresó a la Casa del teatro para estudiar actuación, recibiendo una invitación a formar parte del Centro de Educación Artística (CEA).[cita requerida]
Oficialmente a la edad de 18 años, debutó dentro del medio artístico, con el proyecto de Carmen Armendáriz participando como una de las animadoras del programa A la cachi cachi porra de Canal Once al lado su hermano, el conductor René Navarro, gracias a la cual obtuvo un premio. A partir de este proyecto, abrió paso a nuevas oportunidades en la empresa de TV Azteca.
En el año de 1998, realiza el "casting" para la telenovela Perla en la que esperaba obtener un papel secundario, pero sus resultados fueron satisfactorios para su carrera logrando conseguir el protagónico, convirtiéndose en la máxima estrella de la televisora del Ajusco. En 2003, presentó el programa de actuación, el reality show Estrellas de novela, en el que abandona a la tercera semana debido a un accidente que le fracturó la nariz, siendo reemplazada por Rocío Sánchez Azuara.
Silvia Navarro ha protagonizado varias telenovelas en TV Azteca, formando parte importante dentro de su carrera artística.
En mayo del 2007, después de terminar su participación en Montecristo, Silvia declaró que se encontraba analizando un proyecto con Carla Estrada en Televisa, con la telenovela Pasión. En respuesta, TV Azteca declaró que Silvia tendría problemas por incumplimiento de contrato, ya que el último comprendía tres telenovelas o tres proyectos, de los que solo realizó dos (La heredera y Montecristo). Tiempo después la telenovela Pasión, fue protagonizada por la actriz Susana González.
Después de trabajar durante una década en la empresa productora TV Azteca, se integró a las filas de Televisa. Esta misma empresa, asignó a Silvia bajo la producción de Nicandro Díaz, en la telenovela Mañana es para siempre, como protagonista junto a Lucero, Fernando Colunga y Sergio Sendel.
Luego de debutar en Televisa con la telenovela Mañana es para siempre, nuevamente es llamada para protagonizar la telenovela del 2010 de Televisa Cuando me enamoro, bajo la dirección de Carlos Moreno Laguillo, donde compartió créditos al lado de Juan Soler, Jessica Coch y Lisardo.
Posteriormente se presentaría de manera protagónica en la telenovela de Televisa del 2012 Amor bravío, nuevamente producción de Carlos Moreno, donde trabajó al lado de Cristian de la Fuente, Leticia Calderón, César Évora y Flavio Medina.
Retorna nuevamente a Televisa y es llamada para ser protagonista de la nueva producción de comedia de Juan Osorio en el 2014 llamada Mi corazón es tuyo, donde comparte créditos junto a Jorge Salinas y Mayrín Villanueva.
A finales de 2016, Giselle González le llama para protagonizar La candidata, donde comparte créditos con Víctor González Reynoso, uno de sus proyectos más actuales a lo largo de su carrera.
En ese mismo año, hace su voz de doblaje de la película de Pixar, Buscando a Dory, con voz de Destiny.
En 2017 protagoniza Caer en tentación junto a Carlos Ferro, Adriana Louvier y Gabriel Soto.
En 2018, realizó un Teatro Donde Los mundos Colapsan donde actuó junto a Osvaldo Benavides.
En 2020, grabó la película Se busca papá. Posteriormente protagonizó la telenovela La Suerte de Loli junto a Gaby Espino y Osvaldo Benavides.
A finales de 2021, grabó la película Papá o mamá, donde protagonizó junto a Mauricio Ochmann. Esta se estrenó el 29 de noviembre de 2023.
En 2022 se estrenó una película grabada en 2019, Pobre familia rica.y terminó las grabaciones de la película Familia Nacional, donde interpretó al personaje Kippy, la cual llegó a los cines el 28 de diciembre de 2023.  En 2022, Navarro interpretó a Gloria en la serie Tengo que morir todas las noches, que cuenta la historia sobre cómo era la vida de las personas de la comunidad LGBTQIAPN+ en México en los años 80.
En 2023, Silvia regresó a Televisa y grabó una serie llamada Juegos interrumpidos, donde volvió a compartir escena con Jorge Salinas después de 9 años. Ambos también actuaron junto al actor David Chocarro. La serie se estrenó el 30 de agosto de 2024 a través de la plataforma VIX. Ese mismo año, la actriz grabó la película Intercambiadas junto a Michelle Rodríguez. La película se estrenó el 27 de septiembre de 2024, también en la plataforma VIX.
En 2024, la actriz grabó la película Déjame estar contigo, que se estrenó el 30 de enero de 2025. Navarro también hizo una participación especial en la película Un mundo para mí, que tuvo su estreno en Argentina. 

## Filmografía

### Telenovelas
- Perla (1998) - Perla Altamirano Espinoza / Julieta Santiago
- Catalina y Sebastián (1999) - Catalina Negrete Rivadeneira
- La calle de las novias (2000) - Aura Sánchez
- Cuando seas mía (2001-2002) - Teresa Suárez Domínguez "Paloma" / Elena Olivares Maldonado de Sánchez-Serrano
- La duda (2002-2003) - Victoria Altamirano Rojas
- La heredera (2004-2005) - María Claudia Madero Grimaldi
- Montecristo (2006-2007) - Laura Ledezma de Lombardo / Laura Saenz
- Mañana es para siempre (2008-2009) - Fernanda Elizalde de Juárez
- Cuando me enamoro (2010-2011) - Renata Monterrubio Álvarez de Linares / Regina Gamba Soberón
- Amor bravío (2012) - Camila Monterde Santos
- Mi corazón es tuyo (2014-2015) - Ana Leal Fuentes
- La candidata (2016-2017) - Regina Bárcenas Ríos de San Román
- Caer en tentación (2017-2018) - Raquel Cohen Nasser de Becker
- La suerte de Loli (2021) - Dolores "Loli" Aguilar Balderas[14]
- Juegos interrumpidos (2024-2025) - Karen Villa[10][15]

### Programas
- A la cachi cachi porra (1997) - Conductora
- SPP: Sin permiso de tus padres (2002)
- Estrellas de novela (2003) - Conductora
- Mi amor secreto (2006)
- Tengo que morir todas las noches (2024) - Gloria Romero[9]

### Cine
- Robando el rock and roll (2002)
- Esperanza (2005)
- Dragones: destino de fuego (2006) - Voz
- Mujer alabastrina (2006)
- Amor letra por letra (2008) - Hannah
- Cabeza de buda (2009) - Magdalena
- Te presento a Laura (2010) - Andrea
- Labios rojos (2011) - Blanca
- La dictadura perfecta (2014) - Lucía Garza[16]
- Buscando a Dory (2016) - Destiny (doblaje)
- La Bella y la Bestia (2017) - Agatha (doblaje)
- Se busca papá (2020) - Fernanda
- Pobre Familia Rica (2021) -Laura
- Familia Nacional (2023) - Kippy
- Papá o mamá (2023) - Florencia
- Déjame estar contigo (2025) - Raquel

### Teatro
- Químicos para el amor (2005) - Larissa /Julia /Regina
- El Tenorio cómico (2005) - Doña Inés
- Mar Muerto (2005) - Maku
- Chicas católicas (2007) - Eva Durazo
- Todos eran mis hijos (2009) - Ann Deever
- Sin cura (2011) - Elena
- Locos de amor (2013) - May[17]
- El misántropo o el violento enamorado (2014) - Celimena
- Mi corazón es tuyo (2015) - Ana Leal[18]
- Donde los mundos colapsan (2018) - Valeria[19]

## Premios y reconocimientos

### Premios TVyNovelas
| Año  | Categoría                | Telenovela        | Resultado |
| ---- | ------------------------ | ----------------- | --------- |
| 2017 | Mejor actriz protagónica | La candidata      | Nominada  |
| 2018 | Mejor actriz protagónica | Caer en tentación | Nominada  |

### Diosas de Plata
| Año  | Categoría                  | Película              | Resultado |
| ---- | -------------------------- | --------------------- | --------- |
| 2009 | Revelación femenina        | Amor letra por letra  | Nominada  |
| 2015 | Mejor coactuación femenina | La dictadura perfecta | Nominada  |

### PremiosPeople en Español
| Año  | Categoría                           | Telenovela             | Resultado |
| ---- | ----------------------------------- | ---------------------- | --------- |
| 2009 | Mejor pareja (con Fernando Colunga) | Mañana es para siempre | Ganadora  |
| 2009 | La sorpresa del año                 | Mañana es para siempre | Ganadora  |
| 2009 | Mejor actriz                        | Mañana es para siempre | Nominada  |
| 2011 | Mejor Actriz                        | Cuando me enamoro      | Nominada  |
| 2012 | Mejor Actriz                        | Amor bravío            | Nominada  |
| 2014 | Mejor Actriz                        | Mi corazón es tuyo     | Ganadora  |

- 2012: La revista People en Español la nombró como una de "Los 50 más bellos".[25]

### Premios Juventud
| Año  | Categoría                     | Telenovela         | Resultado |
| ---- | ----------------------------- | ------------------ | --------- |
| 2013 | ¡Chica que me quita el sueño! | Amor bravío        | Nominada  |
| 2015 | Mi protagonista favorita      | Mi corazón es tuyo | Ganadora  |

### Premios de la Agrupación de Periodistas Teatrales (APT)
| Año  | Categoría    | Programa/Telenovela  | Resultado |
| ---- | ------------ | -------------------- | --------- |
| 2010 | Mejor actriz | Todos eran mis hijos | Nominada  |

### Premios de la Asociación de Cronistas y Periodistas Teatrales (ACPT)
| Año  | Categoría                   | Programa/Telenovela  | Resultado |
| ---- | --------------------------- | -------------------- | --------- |
| 2007 | Actriz revelación           | Mar muerto           | Ganadora  |
| 2010 | Mejor co-actuación femenina | Todos eran mis hijos | Ganadora  |

### Premios Palmas de Oro
| Año  | Categoría                | Telenovela | Resultado |
| ---- | ------------------------ | ---------- | --------- |
| 2003 | Mejor actriz protagónico | La duda    | Ganadora  |